# Sarcotrochila
Sarcotrochila is een geslacht van schimmels behorend tot de familie Cenangiaceae. De typesoort is Sarcotrochila alpina.

## Soorten
Volgens Index Fungorum telt het geslacht zeven soorten (peildatum maart 2023):
| Soortnaam                | Auteur(s)                                | Publicatiejaar |
| ------------------------ | ---------------------------------------- | -------------- |
| Sarcotrochila alpina     | (Fuckel) Höhn.                           | 1917           |
| Sarcotrochila balsameae  | (Davis) Korf                             | 1962           |
| Sarcotrochila convexa    | (Dearn.) J.K. Stone & Gernandt           | 2005           |
| Sarcotrochila longispora | (Ziller & A. Funk) J.K. Stone & Gernandt | 2005           |
| Sarcotrochila macrospora | Ziller & A. Funk                         | 1974           |
| Sarcotrochila piniperda  | (Rehm) Korf                              | 1962           |
| Sarcotrochila plana      | (Davis) J.K. Stone & Gernandt            | 2005           |